# Маттіас Андерссон
Маттіас Андерссон  (швед. Mattias Andersson; 29 березня 1978) — шведський гандболіст, олімпійський медаліст.

## Виступи на Олімпіадах
| Олімпіада   | Дисципліна | Місце |
| ----------- | ---------- | ----- |
| Лондон 2012 | гандбол    | 2     |